# Катода
Катода је негативно наелектрисана електрода. Она испушта анјоне и/или привлачи катјоне. У електроници, загрејана катода у електронској цеви испушта електроне које касније прима анода. 
Катјони су позитивно наелектрисани и на катоди примају један или више електрона у процесу који се назива катодна редукција. Метали се обично редукују из Mn+ до елементарног стања, M0. То је основа за све процесе електролитичког превлачења као што су никловање, хромирање, бакарисање итд. Катјон метала којим се катода пресвлачи катодном редукцијом се преводи у елементарни метал. На истом принципу се заснива и електрогравиметријска анализа. Мрежаста катода од платине (Винклерова елетрода) се вагне па се анализирани раствор елетролизује док се сви катјони не исталоже па се после елетролизе катода поново (испрана и осушена) измери. Концентрација метала се одређује на основу разлике у тежинама.